# Bethlen Kata
Betleni Bethlen Kata (ragadványnevén: árva Bethlen Kata; Bonyha, 1700. november 25. – Fogaras, 1759. július 29.) a barokk korszak első írónői közül az egyik legismertebb.

## Élete
Bethlen Kata Erdélyben, Bonyhán született, Bethlen Sámuel (1663–1708), Kis-Küküllő vármegye főispánjának negyedik gyermekeként. Édesanyja, borsai Nagy Borbála 1717. szeptember 11-én férjhez adta lányát, kedvenc mostohafiához, gróf Haller Lászlóhoz. Miután ő 1719. június 1-jén meghalt, az anya 1722. május 26-án az özvegy gróf Teleki József főispánhoz adta hozzá, aki 1732. november 1-jén meghalt, s Bethlen Kata ettől kezdve nevezte magát Árvának.
Haller Lászlótól három (Sámuel [1718–1720], Pál [1718–1794], Borbála [1719–1770]), Teleki Józseftől pedig tíz (László, Sára, Zsuzsanna, József, Judit, Zsigmond, Gábor, Klára, István, Júlia) gyermeke született.
Támogatta az erdélyi magyar református egyházközségeket és iskolákat; saját könyvtára is jelentős volt. Ajtai (Abod) Mihályt és Bod Pétert leideni tanulmányait saját költségén támogatta; majd utóbbit udvari lelkészének és könyvtárosának fogadta fel. Könyvtárát a nagyenyedi kollégiumra hagyományozta.
Bethlen Kata 1759. július 29-én hunyt el Fogarason, s az ottani református templomban temették el.

## Művei

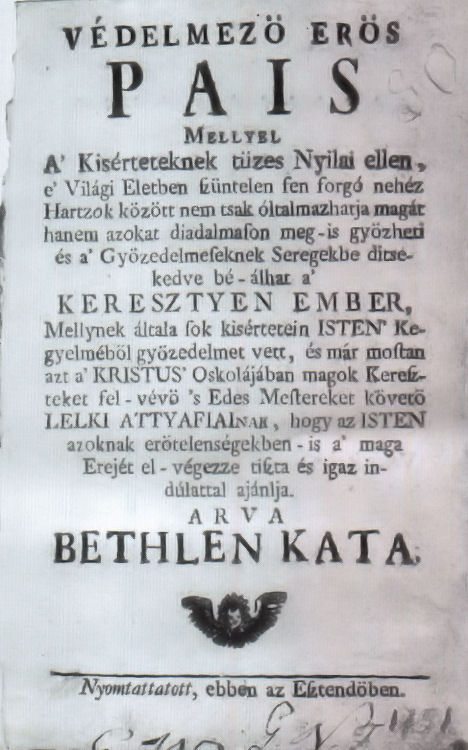
A Védelmezö erös pais első lapja

- Bujdosásnak emlékezetköve, mellyet a' Kristus Jésusnak dítséretire szép imádságoknak drágaköveiből öszverakott egy bujdosó; Brauer Ny., Lőcse, 1726
- Bujdosásnak emlekezet-köve, mellyet, az őrökké valo halmok kivánságának a' Kristus Jesusnak szentséges nevének leg-felségesebb ditséretire, szép imádságoknak faragás nélkül való drága köveiből őszve- rakott és fel-emelt egy bújdosó a' maga' szívében; Margitai János, Debrecen, 1733
- Védelmezö, erös pais (Szeben, 1759)
- Gróf Bethleni Bethlen Kata életének maga által való rövid leírása (A mű első kiadásáról hiányzik az év és a hely megjelölése. Feltételezés, hogy Páldi István kolozsvári nyomdájában készült 1762-ben.)
- Gróf Bethleni Bethlen Kata életének maga által való leírása; kiad. K. Papp Miklós; Stein J., Kolozsvár, 1881
- Széki gróf Teleki Józsefné bethleni Bethlen Kata grófnő írásai és levelezése. 1700-1759, 1-2.; tan. Szádeczky Kardoss Lajos; Grill, Bp., 1922
- Bethlen Kata önéletírása; sajtó alá rend., bev., jegyz. Sükösd Mihály; Szépirodalmi, Bp., 1963 (Magyar századok)
- Bethlen Kata önéletírása; szöveggond., utószó, jegyz. Bitskey István; Szépirodalmi, Bp., 1984 (Olcsó könyvtár)
- Árva Bethlen Kata levelei; sajtó alá rend. Lakatos-Bakó Melinda; Erdélyi Református Egyházkerület, Kolozsvár, 2002
- Bethlen Kata önéletírása; Fapadoskonyv.hu, Bp., 2010 (Nyitott kertek, női emlékírók)
- Bethlen Kata orvosló könyve. Anno 1737; sajtó alá rend. S. Sárdi Margit; Attraktor, Máriabesnyő, 2012 (Intra Hungariam...)

## Művek róla, szépirodalmi feldolgozások
- Bod Péter: Néhai méltóságos gróf bethleni Bethlen Kata asszony ö nagysága világi életének s boldog megoszlattatásának versekbe foglaltatása (1762)
- Vásárhelyi János: Árva Bethlen Kata öröme. Életkép a Bethlen Kata udvarházából; Minerva, Kolozsvár, 1930
- Hegyaljai Kiss Géza: Bethlen Kata élete; Országos Református Szeretetszövetség, Bp., 1939 (Népbarát)
- Nagy Mózes Erzsébet: Árva Bethlen Kata koronája; Református Szeretetszövetség, Debrecen, 1939 (Népbarát)
- Szabó Gyula: Ostorod volt-e Rodostó? Történelmi különtudósítások; Kriterion, Bukarest, 1991
- Kocsis István: Árva Bethlen Kata. Öt dráma; Felsőmagyarország, Miskolc, 1998
- Józsa Judit kisplasztikája
- Németh László drámája
- Kocsis István: Árva Bethlen Kata (Az újrakezdő)